# Tomasz Mieszkowski
Tomasz Mieszkowski (ur. 9 kwietnia 1972 w Krakowie) – polski hokeista grający na pozycji obrońcy, zawodnik klubów niemieckich, reprezentant kraju.

## Kariera
Tomasz Mieszkowski w młodym wieku wyjechał do Niemiec, gdzie rozpoczął karierę w 1991 roku w barwach EC Kassel, w którym grał do 1992 roku, grając w 28 meczach w III ligi niemieckiej, w których strzelił 2 gole.
Następnie w latach 1992-1995 Tomasz Mieszkowski reprezentował barwy EC Wilhelmshaven-Stickhausen, gdzie rozegrał 42 mecze oraz strzelił 6 bramek w 2. Bundesligi niemieckiej. Potem w latach 1995-1997 Tomasz Mieszkowski był zawodnikiem Herner EV, gdzie w 2. Bundeslidze niemieckiej rozegrał 87 meczów oraz strzelił 15 goli. Następnymi klubami w karierze Tomasza Mieszkowskiego były kluby III ligi niemieckiej: ES Weißwasser (2000-2002 - 86 meczów, 7 bramek), SC Riessersee (2002-2003 - 56 meczów, 1 bramka) oraz ETC Crimmitschau, gdzie w 2005 roku po rozegraniu 52 meczów i strzeleniu 2 bramek w lidze, w wieku 33 lat zakończył sportową karierę. Łącznie w 2. Bundeslidze niemieckiej rozegrał 238 mecze oraz strzelił 30 bramek, a w III lidze niemieckiej rozegrał 285 meczów oraz strzelił 14 bramek.

## Kariera reprezentacyjna
Tomasz Mieszkowski w latach 2001-2002 rozegrał 11 meczów w reprezentacji Polski. W okresie występów w reprezentacji Polski Tomasz Mieszkowski uczestniczył w dwóch turniejach o mistrzostwo świata: (2001 - awans do Elity, 2002 - 14. miejsce, spadek).

## Przebieg kariery klubowej
- EC Kassel (1991–1992)
- EC Wilhelmshaven-Stickhausen (1992–1995)
- Herner EV (1995–1997)
- SC Bietigheim-Bissingen (1997–2000)
- ES Weißwasser (2000–2002)
- SC Riessersee (2002–2003)
- ETC Crimmitschau (2003–2005)

## Sukcesy

### Reprezentacyjne
- Awans do Elity mistrzostw świata: 2001

## Życie prywatne
Tomasz Mieszkowski jest żonaty, ma syna Mike’a - również hokeistę. Ma również obywatelstwo niemieckie.